# زراعة محاصيل مكثفة
زراعة محاصيل المكثفة هي شكل حديث من الزراعة المكثفة والتي تشير إلى مكننة الإنتاج للمحاصيل. طرق زراعة المحاصيل المكثفة تتضمن إدخال الآت الزراعية، طرق الزراعة، تقنيات الهندسة الحيوية، تقنيات لأجل تحقيق اقتصاد الحجم في الإنتاج، صنع أسواق جديدة للاستهلاك، حماية براءات الاختراع للمعلومات الجنينة، والتجارة العالمية. هذه الطرق انتشرت بشكل كبير في الدول المتقدمة.
عملية الإنتاج الزراعية الصناعي تطورت بشكل تدريجي نسبياً عبر تاريخ الزراعة، ونتيجة للاكتشافات العلمية والتقنيات المتقدمة. تعريف النتروجين والفوسفور كعوامل أساسية في نمو النبات أدى إلى تصنيع سماد صناعي، جاعلاً إمكانية الاستخدام الكثيف للأراضي لزيادة إنتاج المحاصيل.

## المحاصيل

### المميزات
- نطاق واسع – مئات أو آلاف الأكر من نفس المحصول (أكثر من يمكن استيعابه في السوق المحلي)
- زراعة أحادية – مساحات واسعة من نفس المحصول، غالبا يرتفع من سنة إلى سنة في نفس الأرض، أو بدورة زراعية قصيرة.
- زراعة كيميائية – تعتمد على استيراد، السماد الصناعي والمبيدات لتقديم المغذيات ولقضاء على الأمراض والحشرات الضارة، ويطبق حسب جدول دوري.
- تهجين البذور – استخدام أنواع مهجنة مصممة لتسهل التوزيع على مساحات كبيرة (مثل القدرة على نضج العنب، ليقاوم الشحن والنقل).
- نباتات معدلة وراثيا – استخدام التعديل الوراثي للأنواع وتصميمها للإنتاج على مساحات واسعة (مثل القدرة على مقاومة أعشاب معنية).
- الري بمساحات واسعة – الاسشتخدام الكثيف للماء، وفي بعض الحالات، زراعة المحاصيل في مناطق غير ملائمة بزيادة كمية المياه (مثل زراعة حقول الأزر في أراضي جافة).
- الآت الحديثة – تطيل الآت الآلية بقاء المحاصيل وتحصدها.

## الانتقادات
ينوه الانتقاد بشأن زراعة المحاصيل المكثفة بشكل واسع على جودة الغذاء أولاً، يعتقد النقاد أن جودة الغذاء تنخفض عندما تربى المحاصيل بخصائص تحسينية وتسويقة. بيئياً، يُدعى أن الزراعة الصناعية للمحاصيل تكون مسؤولة عن قلة التنوع الحيوي، تقليل نوعية التربة، تعرية التربة، سمية الغذاء (من مخلفات المبيدات) والتلوث (من خلال جريان المياه السطحية، والاستخدام للوقود الأحفوري للآلات الزراعية و التوزيع البعيد).